# Miroslav Slepička
Miroslav Slepička (Příbram, 11 novembre 1981) è un calciatore e artista marziale misto ceco, attaccante del Příbram.
Nel novembre 2015 si è ritirato dal calcio giocato. Nel luglio 2016 ha annunciato di volersi cimentare nelle arti marziali miste.

## Caratteristiche tecniche
Punta centrale, può svolgere anche il ruolo di seconda punta.

## Palmarès

### Club

#### Competizioni nazionali
- Campionato ceco: 2

Sparta Praga: 2006-2007, 2013-2014
- Coppa della Repubblica Ceca: 4

Sparta Praga: 2005-2006, 2006-2007, 2007-2008, 2013-2014
- Campionato croato: 1

Dinamo Zagabria: 2009-2010